# Selenops lesnei
Espèce
Synonymes
- Selenops rhodesianus Lawrence, 1940

Selenops lesnei est une espèce d'araignées aranéomorphes de la famille des Selenopidae.

## Distribution
Cette espèce se rencontre en Érythrée, en Somalie, au Burundi, au Rwanda, au Mozambique, au Zimbabwe et en Afrique du Sud.

## Description
Le mâle syntype mesure 12 mm et la femelle syntype 18 mm.

## Systématique et taxinomie
Cette espèce a été décrite par Lessert en 1936.
Selenops rhodesianus a été placée en synonymie par Corronca en 1998.

## Étymologie
Cette espèce est nommée en l'honneur de Pierre Lesne.

## Publication originale
- Lessert, 1936 : « Araignées de l'Afrique orientale portugaise, recueillies par MM. P. Lesne et B.-B. Cott. » Revue suisse de zoologie, vol. 43, no 9, p. 207-306 (texte intégral).